# 얀손스 프레스텔세

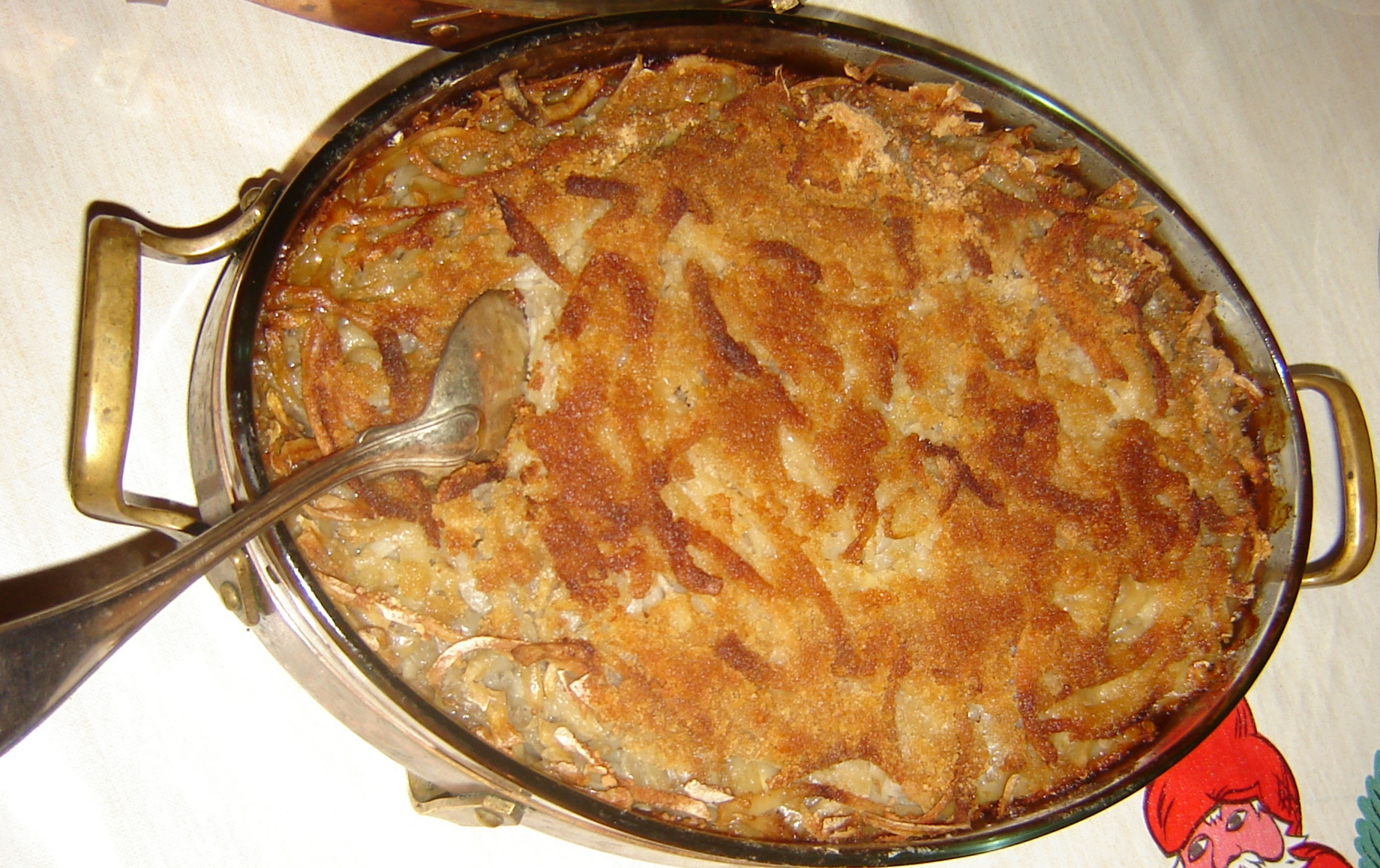
얀손스 프레스텔세

얀손스 프레스텔세(Janssons frestelse)는 얀손의 유혹이란 뜻으로, 감자에 양파, 빵부스러기, 크림 등이 들어간 스웨덴의 전통 캐서롤 요리이다.